# 布鲁诺·杜梅齐尔
布鲁诺·杜梅齐尔（法語：Bruno Dumézil，1976年12月17日—）是一位法国历史学家，专攻中世纪早期的法国历史，主要作品有《蛮族》（Les Barbares，2016年）等。

## 个人生活
他是法国语言学家和历史学家喬治·杜梅吉爾的亲戚。